# Liste der Monuments historiques in Forcelles-sous-Gugney
Die Liste der Monuments historiques in Forcelles-sous-Gugney führt die Monuments historiques in der französischen Gemeinde Forcelles-sous-Gugney auf.

## Liste der Objekte
| Bezeichnung                           | Beschreibung               | Standort                             | Kennzeichnung | Schutzstatus | Datum | Bild |
| ------------------------------------- | -------------------------- | ------------------------------------ | ------------- | ------------ | ----- | ---- |
| Skulpturengruppe Unterweisung Mariens | Kalkstein, 15. Jahrhundert | außen an der Kirche St-Pierre (Lage) | PM54001545    | Inscrit      | 1997  |      |